# La Faute-sur-Mer
La Faute-sur-Mer è un comune delegato del comune di L'Aiguillon-la-Presqu'île, nel dipartimento della Vandea nella regione dei Paesi della Loira. In precedenza comune autonomo, il 1º gennaio 2022 è confluito insieme all'ex comune di L'Aiguillon-sur-Mer nel nuovo comune di L'Aiguillon-la-Presqu'île.

## Storia
La tempesta Xynthia il 28 febbraio 2010 ha causato 29 vittime, l'area residenziale costruita in violazione del rischio è stata dichiarata dalla prefettura «zone noire», oltre 600 case sono state abbattute e delocalizzate.

### Simboli
Lo stemma comunale era stato creato dall'Ufficio del Turismo.

## Società

### Evoluzione demografica
Abitanti censiti